# Jacob Dagabwinare
Jacob Dagabwinare (ur. 15 maja 1905 w Nauru, zm. ?) – nauruański polityk, członek Lokalnej Rady Samorządowej Nauru, meteorolog.
Urodził się na Nauru, gdzie uczęszczał do jednej z lokalnych szkół. Następnie wyjechał do Melbourne w Australii, aby tam podjąć dalszą naukę. Po jej zakończeniu, powrócił na swoją rodzimą wyspę.
W latach 50. XX wieku, Dagabwinare był członkiem Lokalnej Rady Samorządowej Nauru (reprezentant okręgu wyborczego Ubenide). Reprezentant Nauru w różnych spotkaniach międzynarodowych.